# Website Attribute Evaluation System
WAES (ang. Website Attribute Evaluation System) - system oceniania serwisów internetowych na podstawie wybranych cech, przeważnie ok. 30 - 40, pogrupowanych w kategorie. Oceny mają charakter binarny, tzn. sprawdza się, czy dana cecha występuje, a nie ocenia się jej jakości, czy stopnia występowania. Ten sposób oceniania ma zapewnić obiektywność wyniku końcowego.
W Polsce system WAES służy głównie do oceny serwisów WWW należących do rządu, samorządów i instytucji państwowych. Ich ocena prowadzona jest od 2002 roku.